# Amine Megateli
Amine Megateli, né le 4 mai 1987 à Médéa, est un footballeur algérien évoluant au poste d'arrière droit. Il a passé la majorité de sa carrière à la JSM Béjaia.

## Biographie
Après avoir été formé à l'Olympique de Médéa, club de sa ville natale, il rejoint au début de 2007 la JSM Béjaia où il commence une brillante carrière, puis devient avec le temps le Chouchou des supporters Béjaouis.
Il a porté le numéro 24 à sa première saison, puis le numéro 18 plus tard.

## Carrière

### En tant que joueur
- 2007-2014 :  JSM Béjaïa
- 2014-2016 :  ES Sétif
- 2016-2017 :  JSM Béjaia

### en tant que dirigeant
- 2017- :  O Médéa

## Palmarès
- Champion d'Algérie en 2015 avec l'ES Sétif.
- Vainqueur coupe d'Algérie en 2008 avec la JSM Béjaia.
- Vainqueur supercoupe d'Algérie en 2015 avec l'ES Sétif.
- Vainqueur Ligue des champions de la CAF en 2014 avec l'ES Sétif.
- Vainqueur Supercoupe de la CAF en 2015 avec la ES Sétif.
- Finaliste Coupe nord-africaine des vainqueurs de coupe en 2008 avec la JSM Béjaia.